# 陳纁
陳纁（1608年—1644年），字玄公，湖廣承天府鍾祥縣人，明朝政治人物。

## 生平
崇禎九年（1636年）丙子科湖廣鄉試第八十八名舉人，十三年（1640年）中式庚辰科會試第六十五名，二甲第十七名進士。授兵部車駕司主事，出為陝西按察司僉事，瑞王朱常浩避李自成軍，自漢中府逃往四川，陳纁隨同護送，獲四川巡撫陳士奇保奏為四川按察司副使、兵備關南，率領三千騎兵，鎮守重慶府。
崇禎十七年（1644年）六月張獻忠軍破城，陳纁全家殉難。瑞王朱常浩、陳士奇、重慶府知府王行儉、巴縣知縣王錫等同死。清朝追諡節愍。